# Révolution verte en Inde
 (août 2021).

La révolution verte en Inde est une période de forte augmentation de la production agricole dans les années 1960 grâce à une modernisation des techniques.

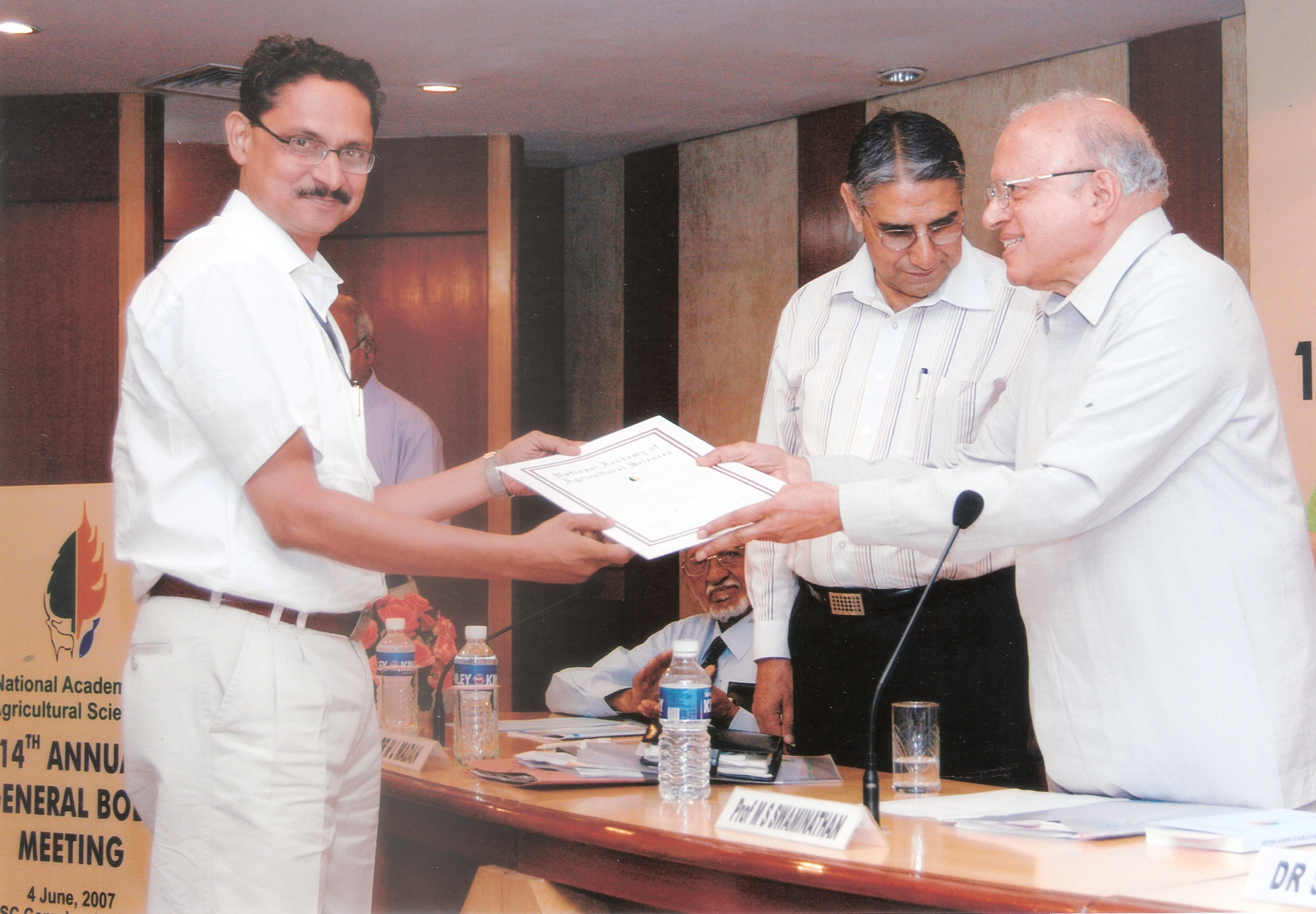
Le professeur Swaminathan (à droite), « père » de la révolution verte en Inde (2011).

Au moment de son indépendance en 1947, la situation alimentaire de l’Inde était très mauvaise, et beaucoup d'observateurs prévoyaient une évolution catastrophique du pays. Nehru, le nouveau Premier Ministre de l'Inde, déclarait en 1948 « everything else can wait but not agriculture ». Ce qui se traduit par « tout le reste peut attendre, mais pas l'agriculture. »
Le pays a cependant déjoué ces sombres pronostics, parvenant à mettre en œuvre une révolution verte qui, par une agriculture à haut rendement, a pu apporter en quelques années l'autosuffisance alimentaire au pays. De nombreux paysans ont pu profiter des progrès, tandis que des dégâts environnementaux sont déplorés.
Depuis 1947, la population a plus que triplé, dépassant le milliard d'habitants (1,408 milliard), faisant de l'Inde le  pays le plus peuplé au monde devant la Chine.

## Histoire
En 1956, l’Inde signe un traité économique avec les États-Unis et importe des produits agricoles à bas prix. La priorité est aussi donnée à l’industrialisation lourde, considérée comme facteur essentiel de développement de l’économie nationale.
En 1959, la fondation Ford aide l’Inde à développer une politique de production intensive dans certaines régions, en envoyant de l’engrais, en appuyant le crédit et la construction d'infrastructures commerciales. Les fondations Rockefeller et Norman Borlaug ont aussi financé des recherches liées aux rendements, faisant se croiser différentes variétés de blés des États-Unis et des variétés locales.  
Dès 1963, les expérimentations aboutissent à un bon taux de réussite. L’État fonde la Corporation nationale des semences, chargée de la promotion et de la distribution locale de variétés hybrides de riz, de maïs, de sorgho et de mil. La corporation devient première industrie nationale de semence du pays.
L’État central a par la suite, d'abord mobilisé de nombreuses subventions afin de favoriser l’industrie des engrais et en maintenir le prix au plus bas ; puis a subventionné l’irrigation et l’eau.
En 1970, le prix de prélèvement est créé, permettant à l’État central de constituer des stocks pour garantir l'approvisionnement des populations en déficit, et pour équilibrer les effets de mauvaises moussons.
Enfin de 1969 à 1991, l'État essaie de faciliter l’accès au crédit, afin de financer la Révolution verte. Les principales banques de dépôt sont nationalisées.
Les années suivantes marqueront les limites de la Révolution verte.

## Les réussites de la révolution verte
La révolution verte a produit de bons résultats économiques, permettant l'autosuffisance alimentaire.

### Résultats économiques positifs
Cette révolution a permis :
- l'élargissement du marché du travail indien,
- l'électrification des campagnes,
- le développement des industries chimiques locales

La révolution verte a fait du Punjab, où 70% de la population active travaille dans l'agriculture et les secteurs voisins, l'un des Etats les plus riches de l'Inde. Le revenu annuel par tête au Punjab est passé de 60 à 440 dollars en 1998, soit un niveau bien au-dessus de la moyenne nationale.

### L'autosuffisance alimentaire
Premier objectif de la révolution verte, l'autosuffisance alimentaire est réalisée dès les années 2000 avec l'arrêt des importations de nourriture et la croissance des stocks régulateurs.

## Limites de la révolution verte
Dans l'histoire, la course entre l'accroissement de la population et l'accroissement de la production alimentaire a déjà beaucoup inquiété. Déjà, au XIXe siècle, Thomas Malthus s'inquiétait d'une croissance trop importante de la population qui ne permettrait pas de nourrir tout le monde et risquait de provoquer une famine. Le risque de pénurie alimentaire est périodiquement évoqué lors des sommets de la FAO. Cependant, c'est surtout dans les années qui ont suivi la Seconde Guerre mondiale que les interrogations ont été fortes. Malgré la révolution verte, il reste encore beaucoup de populations pauvres ne disposant pas de terre.
La révolution verte pose deux grands problèmes :

### Problèmes de l'environnement
- Risque de perte de diversité biologique lié à la destruction irréversible de milieux et d'espèces ;
- Risque de pollution grave due aux agricultures périurbaines utilisant intensivement les engrais ;
- Risque de salinisation des sols, dû à l'irrigation, et risquant d'entraîner une baisse des rendements et même la stérilité des sols.

### Problèmes économiques
- L’investissement massif de l’État dans la révolution verte a été remis en question depuis la libéralisation de l’économie amorcée en 1991.
- La baisse des prix agricoles ainsi que celle des subventions étatiques a défavorisé une partie des paysans qui n'ont pas intégré cette révolution agricole. Près de 300 millions d’Indiens n’ont toujours pas les moyens suffisants pour acheter leur nourriture quotidienne.
- bien que le pays ait des stocks pouvant atteindre 25 millions de tonnes de riz, 220 millions d'Indiens sont sous-alimentés[Quand ?]. En effet, 800 millions d'Indiens vivent avec moins de 2 dollars par jour.